# Békéyou
Bekeyou est une commune située dans le département de Tchériba de la province du Mouhoun au Burkina Faso.